# 雷柏科技

深圳雷柏科技股份有限公司，簡稱雷柏科技（英語：Shenzhen Rapoo Technology Co.,Ltd.，深交所：002577），於2002年由热键科技(深圳)有限公司整体变更設立，主要股東為热键电子(香港)有限公司，屬於一个生产经营音频产品及配件、电脑游戏周边产品的厂商，董事長為曾浩，總部位於深圳市坪山新区坑梓街道锦绣东路22号。
招股價為38元人民幣，發行新股為3,200 万股，集資額為11.4億元人民幣，股份則在2011年4月28日於深交所中小板上市。